# Франция на «Евровидении-1962»
Франция приняла участие в Евровидении 1962, проходившем в Люксембурге, Люксембург. Страну представила Изабель Обре с песней «Un premier amour», выступавший под номером 9. В этом году страна одержала победу на конкурсе, получив 26 баллов. Комментатором конкурса от Франции в этом году стал Пьер Черния.
В этом году в стране не проводился национальный конкурс.

## Страны, отдавшие баллы Франции
Каждый член жюри мог распределить 6 очков: 3 — лучшей песне, 2 — второй и 1 — третьей. Песня с наибольшим количеством очков получала 3 очка, со вторым результатом — 2 очка, с третьим — одно очко: это считалось окончательным голосом и объявлялось как часть «Голоса Европейского жюри».
| Отдали Франции…                              | Отдали Франции…                | Отдали Франции…                  |
| 3 балла                                      | 2 балла                        | 1 балл                           |
| -------------------------------------------- | ------------------------------ | -------------------------------- |
| Германия Югославия Швейцария Норвегия Швеция | Италия Бельгия Испания Австрия | Люксембург Великобритания Монако |

## Страны, получившие баллы от Франции
| 3 балла | Югославия |
| 2 балла | Норвегия  |
| 1 балл  | Монако    |